# 藤森麻由
藤森 麻由（ふじもり まゆ、1988年11月11日 - ）は、日本の女優、タレント、ファッションモデル。東京都出身。スタッフ・ワン所属。堀越高等学校卒業。

## 人物
- 趣味はプリクラ、カラオケ。
- 特技はバレーボール、習字、お囃子太鼓叩き。
- 姉と双子の弟がいる[2]。
- 高校時代は多岐川華子[1]やPerfume[3]と同じクラスで、特にPerfumeの西脇綾香とは大の仲良しである[3]。また、同じ事務所の吉田玲奈[4]や、Dreamの高本彩[5]とも仲が良い。
- 2018年10月7日、入籍[6]

## 出演

### テレビドラマ
- 少女MISAKI（2003年、テレビ東京）
- 地獄少女 第5話（2006年、日本テレビ）
- 月曜ゴールデン（TBS）
  - 「占い師みすず 事件は運命の彼方に」（2006年6月5日） - 丸山緩奈 役
  - 「占い師みすず 事件は運命の彼方に2」（2007年5月21日） - 丸山緩奈 役
  - 「占い師みすず 事件は運命の彼方に3」（2008年6月23日） - 丸山緩奈 役
- ロス:タイム:ライフ 第9節「ひきこもり編」（2008年4月5日、フジテレビ） - 看護師 役
- 花ざかりの君たちへ〜イケメン♂パラダイス〜 第1話（2007年7月3日、フジテレビ）
- Cafe吉祥寺で （2008年、テレビ東京） - 恭子 役
- 水曜シアター9「密会の宿7」（2009年7月1日、テレビ東京）
- たべものがたり 彼女のこんだて帖（2013年、NHK BSプレミアム）
- 土曜ワイド劇場「森村誠一の終着駅シリーズ28」（2014年6月28日、テレビ朝日） - 山口玲子 役
- 水曜ミステリー9「ホテルGメン 具志堅陽子の殺人推理2」（2014年7月23日、テレビ東京） - 片山葉月 役

### 舞台
- 「赤毛のアン」（2005年）
- 8キャラット vol.1「勢い」（2007年）
- 8キャラット vol.2「夢のさき」（2008年）
- 8キャラット vol.3「女脳」「男脳」（2008年）
- 「笑う女。笑われる男9〜おたまじゃくしに魅せられて…」（2009年）
- 「Girl's Collection」（2009年）
- 「長ぐつのロミオ」（2009年）
- ナナホシ#1「同じ朝日の下で」（2009年）
- 「かげぜん」（2010年）
- 「トライフル」（2010年）
- 演劇集団イヌッコロ第2回公演「苦闘のラブリーローバー」（2010年）
- スタッフ・アッププレゼンツ「社長、絶体絶命です!!」（2011年）
- 「Life Pathfinder2011」（2011年）
- 「魔法のオルゴール」（2012年9月8日 - 9月17日、CBGKシブゲキ!!）
- WBB vol.3 「苦闘のラブリーロバー」（2012年12月18日 - 12月25日、赤坂RED THEATER）
- 企画演劇集団ボクラ団義 vol.12「さよならの唄」（2013年5月30日 - 6月2日、六行会ホール）
- 「遙かなる時空の中で5」（2014年9月24日 - 10月1日、スペース・ゼロ） - お春 役

### 映画
- 真夜中の少女たち「シブヤドロップス」（2006年） - チエ 役
- さくらん（2007年） - 夕凪 役
- 仮面ライダー THE NEXT（2007年10月27日）
- 篤姫ナンバー1（2012年）
- FASHION STORY -Model-（2013年）

### CM
- NTTドコモ東海

### テレビ
- おはスタ（2003年 - 2004年） - 「おはガール スターフルーツ」として

### 雑誌
- Hana*chu→ - 主婦の友社

### その他
- インターネットアイドル番組 アイドルTV「ネットエンジェルズ」

## 作品

### DVD
- 霊女MISAKI I
- 霊女MISAKI II
- ビタミンガール（2004年10月）